# Liste d'espèces d'algues dont le génome est séquencé
La liste des génomes d’algues séquencés présentée ci-après répertorie toutes les espèces d’algues dont le séquençage  du génome complet est disponible publiquement. Les ébauches de génomes ne sont pas inclus dans la liste, ni le séquençage d'organites exclusivement.

## Glaucophytes
- Cyanophora paradoxa (2012[1])

## Algues vertes
- Bathycoccus prasinos BBAN7, Joint Genome Institute
- Chlamydomonas reinhardtii CC-503 cw92 mt+, organisme modèle, (2007[2])
- Chlorella variabilis NC64A, algue verte (2010[3])
- Coccomyxa subellipsoidea sp. C-169, possible source de biocarburant (2007[4])
- Dunaliella salina CCAP19/18, Joint Genome Institute
- Micromonas pusilla CCMP1545, phytoplancton marin (2007[5],[6])
- Micromonas pusilla RCC299/NOUM17, phytoplancton marin (2007[7],[6])
- Ostreococcus lucimarinus CCE9901, eucaryote simple, petit génome (2007[8])
- Ostreococcus tauri OTH95, eucaryote simple, petit génome (2006[9])
- Ostreococcus sp. RCC809, Joint Genome Institute
- Volvox carteri, algue multicellulaire, organisme modèle (2010[10])

## Algues rouges
- Chondrus crispus Genoscope
- Cyanidioschyzon merolae Strain:10D, eucaryote simple (2004[11])
- Galdieria sulphuraria [12]
- Pyropia yezoensis, Bangiophyceae[13]
  - Porphyridium purpureum, Porphyridiophyceae[14]

## Algues brunes(Phaeophyceae)
- Ectocarpus siliculosus, parent éloigné des plantes (2010[15])

## Heterokontophyta
- Aureococcus anophagefferens CCMP1984 (Pelagophyceae)
- Chroomonas mesostigmatica CCMP1168 (Cryptophyta)
- Cryptomonas paramecium (Cryptophyta)
- Gephyrocapsa huxleyi CCMP1516 (Prymnesiophyceae)
- Gephyrocapsa huxleyi RCC1217 (Prymnesiophyceae)
- Fragilariopsis cylindrus (Bacillariophyta)
- Guillardia theta (nucléomorphe seulement) (Cryptophyceae)
- Hemiselmis andersenii CCMP7644 (Cryptophyceae)
- Nannochloropis gaditana CCMP526 (Eustigmatophyceae)
- Phaeodactylum tricornutum CCAP1055/1 (Bacillariophyta)
- Pseudo-nitzschia multiseries (Bacillariophyta)
- Thalassiosira pseudonana CCMP 1335 (Bacillariophyta)

## Chlorarachniophytes
- Bigelowiella natans (Chlorarachniophyceae))